# Championnat du Togo de football 2002
Navigation
Saison précédente Saison suivante
Le championnat du Togo de football 2002 est la quarante-troisième édition du Championnat National. Elle oppose les seize meilleurs clubs du Togo regroupés au sein d’une poule unique où ils s’affrontent deux fois, à domicile et à l’extérieur. À l’issue de la saison, les deux derniers du classement sont relégués et remplacés par les deux meilleures équipes de deuxième division.
C’est le club de l’AS Douanes Lomé qui est sacré cette saison après avoir terminé en tête du classement, ne devançant qu’à la différence de buts Maranatha FC. C'est le tout premier titre de champion du Togo de l'histoire du club.

## Les clubs participants
| - Maranatha FC - Gomido Kpalimé - CO Modèle Lomé - ASKO Kara - OC Agaza - Doumbé FC - Sara Sport FC - Athletic Club Merlan - Promu de D2 | - AC Semassi - Dynamic Togolais - Étoile Filante de Lomé - AS Douanes Lomé - Kakadié FC - Promu de D2 - Togo Telecom FC - Abou Ossé FC - FC La Semeuse |

## Compétition
Le barème utilisé pour établir le classement est le suivant :
- Victoire : 3 points
- Match nul : 1 point
- Défaite, forfait ou abandon : 0 point

### Classement
| Rang | Équipe                 | Pts | J  | G | N | P | Bp | Bc | Diff |
| ---- | ---------------------- | --- | -- | - | - | - | -- | -- | ---- |
| 1    | AS Douanes             | 63  | 30 |   |   |   |    |    |      |
| 2    | Maranatha FC           | 63  | 30 |   |   |   |    |    |      |
| 3    | Dynamic Togolais'T'C   | 51  | 30 |   |   |   |    |    |      |
| 4    | Togo Telecom FC        | 48  | 30 |   |   |   |    |    |      |
| 5    | Kakadlé FCP            | 45  | 30 |   |   |   |    |    |      |
| 6    | OC Agaza               | 41  | 30 |   |   |   |    |    |      |
| 7    | AC Semassi             | 40  | 30 |   |   |   |    |    |      |
| 8    | Doumbé FC              | 39  | 30 |   |   |   |    |    |      |
| 9    | ASKO Kara              | 38  | 30 |   |   |   |    |    |      |
| 10   | Sara Sport FC          | 35  | 30 |   |   |   |    |    |      |
| 11   | Gomido Kpalimé         | 35  | 30 |   |   |   |    |    |      |
| 12   | Athletic Club MerlanP  | 33  | 30 |   |   |   |    |    |      |
| 13   | Étoile Filante de Lomé | 32  | 30 |   |   |   |    |    |      |
| 14   | Abou Ossé FC           | 32  | 30 |   |   |   |    |    |      |
| 15   | La Semeuse FC          | 28  | 30 |   |   |   |    |    |      |
| 16   | CO Modèle Lomé         | 20  | 30 |   |   |   |    |    |      |

|  | Qualifié pour la Ligue des champions de la CAF 2003                                  |
|  | Qualifié pour la Coupe d'Afrique des vainqueurs de coupe de football 2003            |
|  | Qualifié pour la Coupe de la CAF 2003                                                |
|  | Relégation directe en deuxième division                                              |
|  | T : Tenant du titre C : Vainqueur de la Coupe du Togo P : Promu de deuxième division |

## Bilan de la saison
| Championnat du Togo de football 2002                     |                                |
| Champion                                                 | AS Douanes Lomé (1er titre)    |
| Coupes et trophées                                       |                                |
| Vainqueur de la Coupe du Togo 2002                       | Dynamic Togolais               |
| Qualifications continentales                             |                                |
| Ligue des champions de la CAF 2003                       | AS Douanes Lomé                |
| Coupe d'Afrique des vainqueurs de coupe de football 2003 | Dynamic Togolais               |
| Coupe de la CAF 2003                                     | Maranatha FC                   |
| Promotions et relégations                                |                                |
| Promus en Championnat National                           | Association sportive Togo-Port |
| Promus en Championnat National                           | Ifodjè d’Atakpamé              |
| Relégués en Deuxième division                            | La Semeuse FC                  |
| Relégués en Deuxième division                            | CO Modèle Lomé                 |